# Phacelia glandulifera
Phacelia glandulifera är en strävbladig växtart som beskrevs av Charles Vancouver Piper. Phacelia glandulifera ingår i Faceliasläktet som ingår i familjen strävbladiga växter. Inga underarter finns listade i Catalogue of Life.

## Bildgalleri

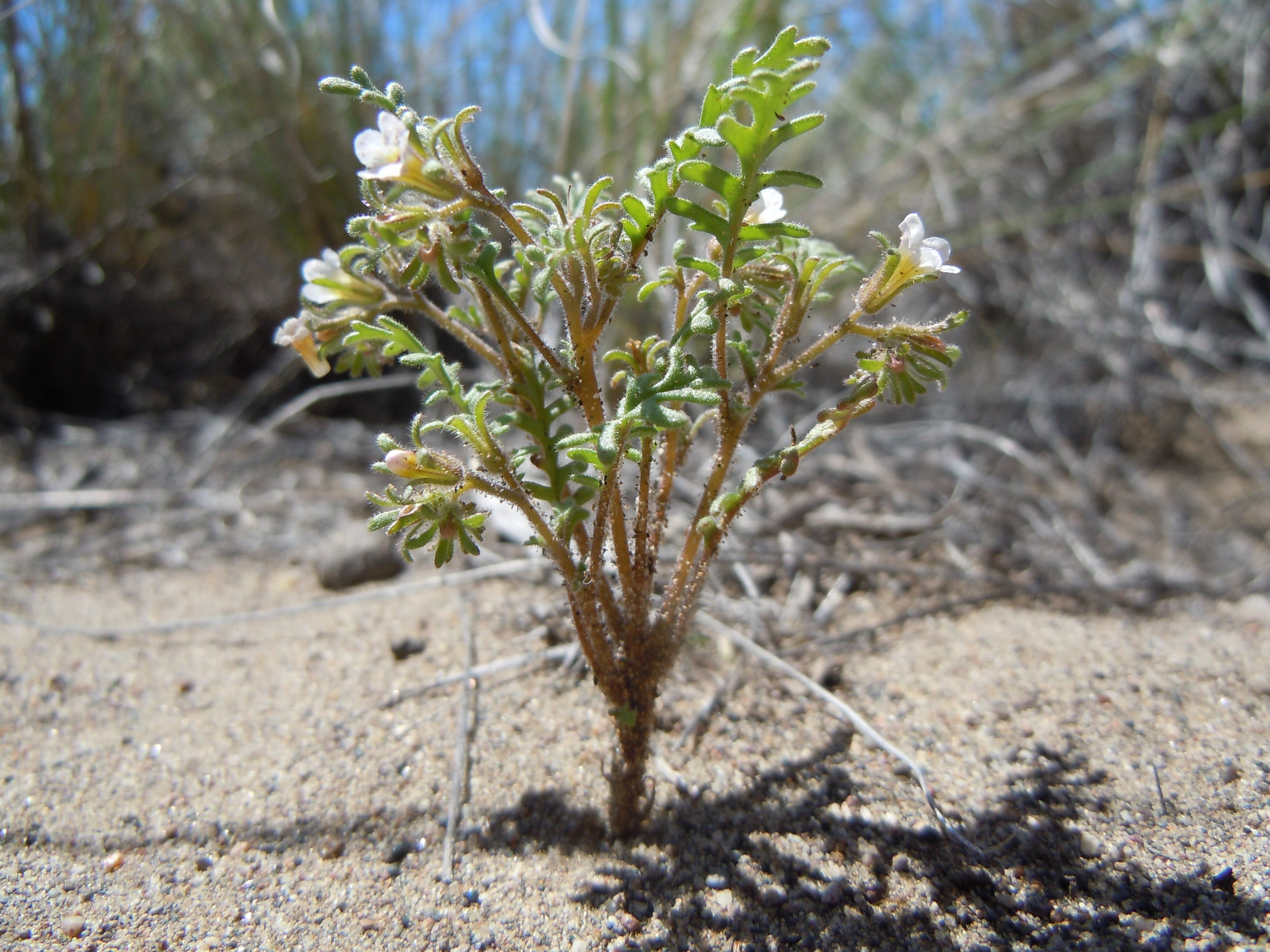
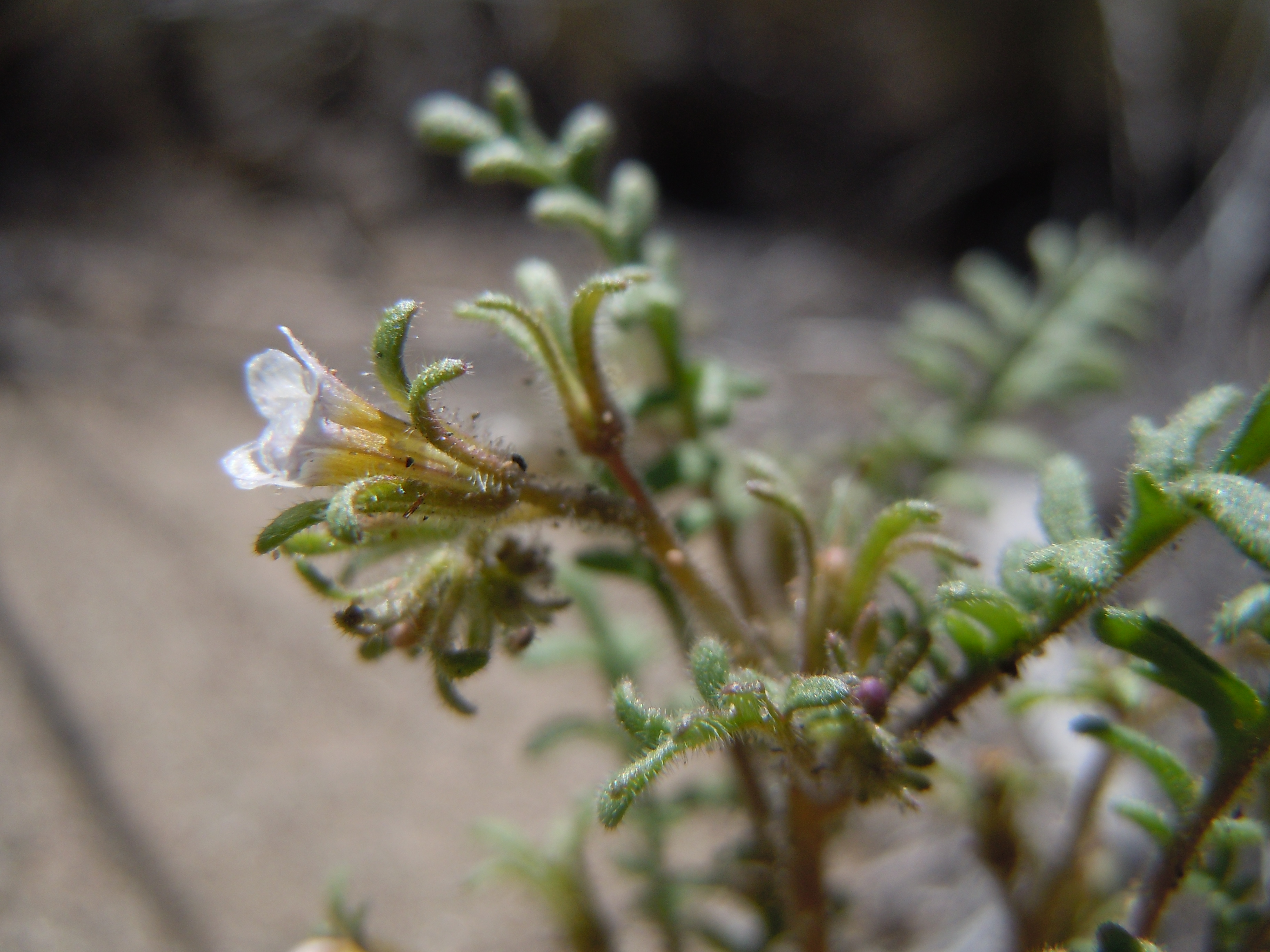
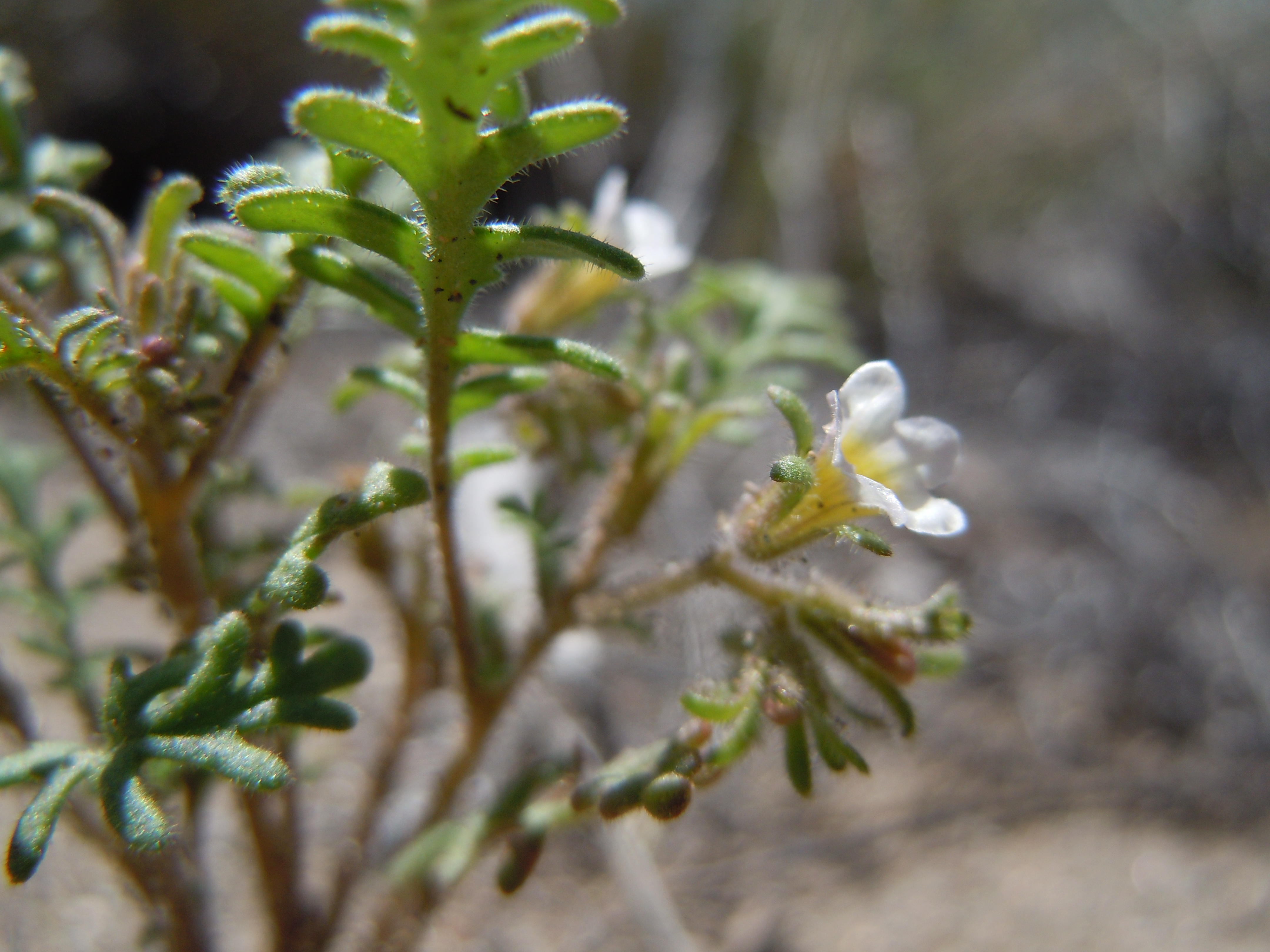
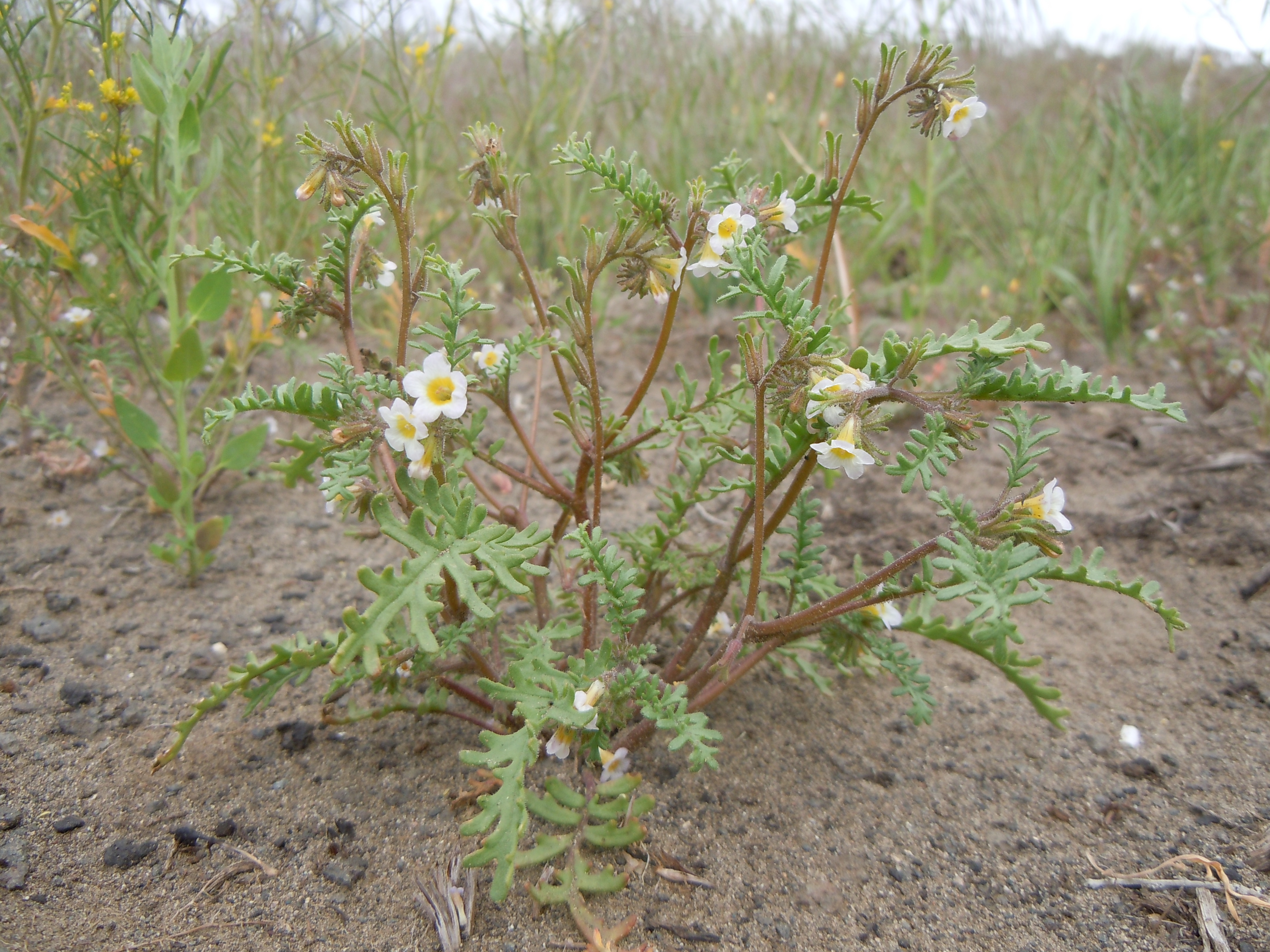